# Mantega de cacau

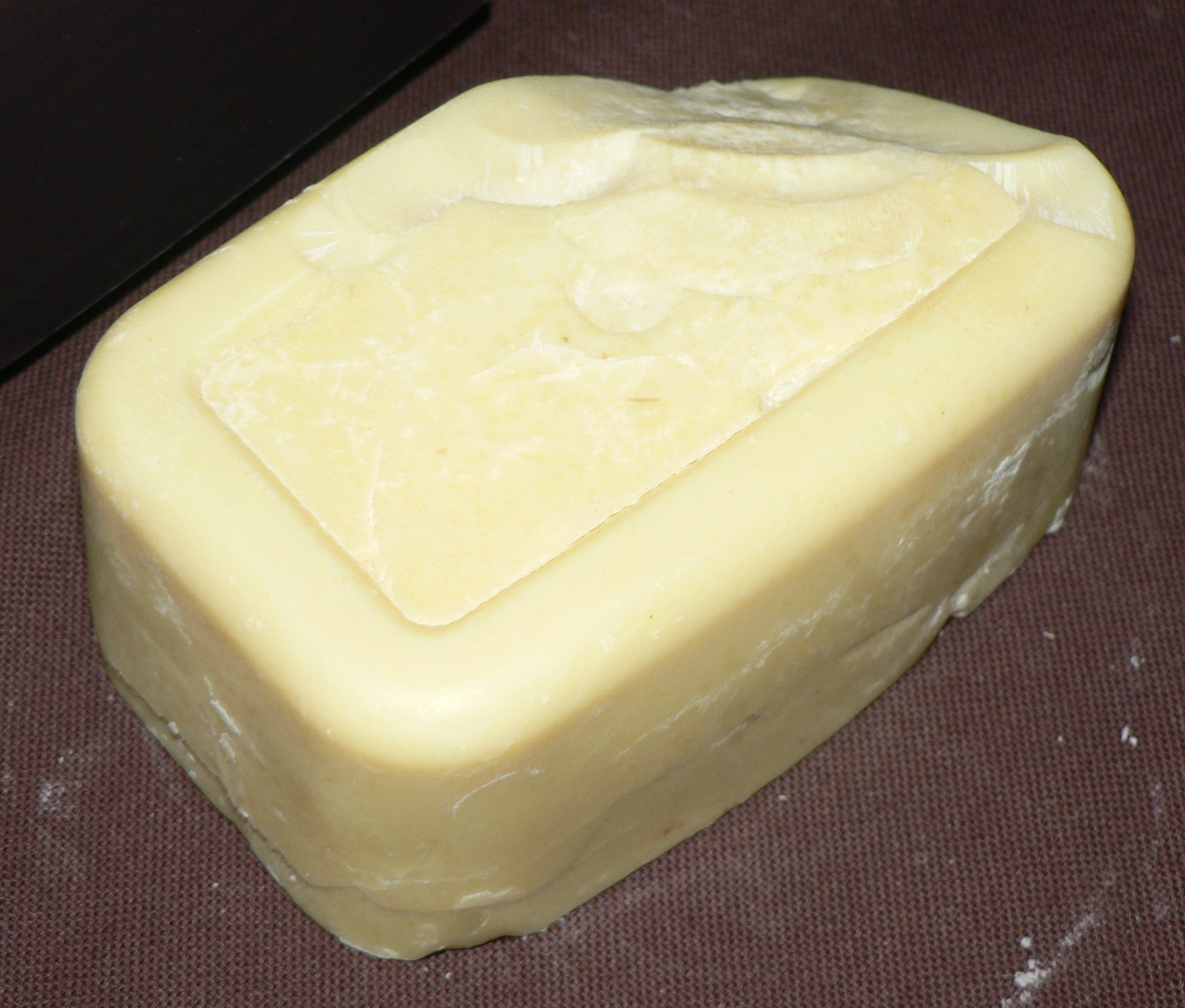
Mantega de cacau

La mantega de cacau, també anomenada oli de Theobroma, és el greix natural comestible de la fava del cacau, extreta durant el procés de fabricació de la xocolata i la  pols de cacau. La mantega de cacau només té una aroma i gust suaus de xocolata. És l'únic component del cacau utilitzat en la fabricació del dolç anomenat xocolata blanca.

## Característiques
La mantega de cacau és un dels ingredients utilitzats per fer xocolata veritable. Té un punt de fusió proper als 34 a 38 °C (93 a 100 ° Fahrenheit), que dona a la xocolata solidesa a temperatura ambient però permet que es fongui fàcilment un cop dins la boca.
La mantega de cacau conté cristalls α, γ, β', i β els quals tenen punts de fusió de 17 °, 23 °, 26 °, i 35-37 °C respectivament. En la producció de xocolata es fa servir gairebé sempre els cristalls β degut al seu alt punt de fusió. És per això que en la producció de xocolata destinada a bombons i altres dolços semblants, és molt important dur a terme el procés de temperament de la xocolata, gràcies al qual podrem equiparar els punts de fusió d'aquests vidres, ja que en cas contrari, mai s'aconsegueix que la xocolata arribi a estar completament sòlida. Una estructura uniforme dels cristalls proporciona una textura llisa i suau i brillantor, a més del característic crec-crec en mossegar la xocolata.

## Usos
La mantega de cacau és un dels greixos més estables que es coneixen, conté antioxidants naturals que prevenen el gust ranci i li atorguen una vida d'emmagatzematge de dos a cinc anys. Gràcies la textura llisa és utilitzada en diversos aliments (incloent-hi la xocolata) i en cosmètica, productes per a la cura de la pell, sabons. Era usat com a excipient en els supositoris rectals i per curar cicatrius, encara que la seva eficàcia és qüestionable.